# Simple Kind of Life
Simple Kind of Life é uma balada pop rock composta por Gwen Stefani e lançada como segundo single oficial do álbum Return of Saturn da banda No Doubt ou ainda considerada terceiro single se contar com New, imcorporado ao álbum.
A canção fez sucesso nos Estados Unidos mas teve pouca fama internacional.

## Charts
| Chart (2000)                      | Peak position |
| --------------------------------- | ------------- |
| Dutch Mega Single Top 100         | 98            |
| U.S. Billboard Hot 100            | 38            |
| U.S. Billboard Modern Rock Tracks | 14            |
| U.S. Billboard Adult Top 40       | 18            |
| U.S. Billboard Top 40 Mainstream  | 32            |
| U.S. Billboard Top 40 Tracks      | 35            |